# Mio (butikskedja)
Mio AB är en svensk möbel- och inredningskedja som finns representerad genom drygt 70 butiker runt om i Sverige, en butik på Åland samt på internet med e-handel. Huvudkontoret ligger i Tibro.
Mio ägs gemensamt av handlarna som driver sina butiker utifrån Mios koncept. Dotterbolaget Mio Försäljning AB äger även ett mindre antal butiker. 
Räkenskapsåret 2016-17 (maj-april) sålde Mio-kedjan för cirka 5,4 miljarder kronor inklusive moms. 

## Butiker
Kedjan omfattas av drygt 73 butiker i Sverige samt en butik på Åland.

## Historia
Beslutet att starta Mio fattades april 1962 genom ett initiativ av ett antal möbelhandlare från södra Sverige samt Stockholmsområdet. Syftet var framför allt att pressa inköpspriser med hjälp av större volymer, därav namnet Mio som är en förkortning av Möbelhandelns Inköpsorganisation.

## Ägare och organisation
Mio ägs av handlarna och har en affärsmodell som bygger på franchisekoncept. Franchisegivare är Mio AB som tillhandahåller och utvecklar franchisekonceptet. Via dotterbolaget Mio Försäljning AB äger och driver Mio även egna butiker. Mios centrala organisation har sitt säte i Tibro och Stockholm, samt centrallager i Slagsta. 

## Ekonomiska rapporter
Mio-koncernen har brutet räkenskapsår som löper mellan den 1 maj och 30 april. Mio redovisar inte försäljningssiffror för enskilda butiker.